# Бражник, Леонид Фёдорович
Леони́д Фёдорович Бра́жник (бел. Леанід Фёдаравіч Бражнік; 04 апреля (17 апреля) 1917, село Москаленки, ныне Белопольский район, Сумская область, Украина — 1992) — белорусский оперный певец (бас) и педагог. Народный артист Белорусской ССР (1959).

## Биография
С 1939 года пел в различных ансамблях и хорах. Для получения высшего музыкального образования поступил в Институт имени Гнесиных в класс Геннадия Адена. Окончил институт в 1955 году.
Ещё будучи студентом в 1951 году стал солистом Московской филармонии. В 1952 году приглашён в качестве солиста в Белорусский театр оперы и балета, где в этом качестве выступал до 1976 года. Много концертировал и часто гастролировал, в том числе в Болгарии, Польше, Чехословакии, Австрии, ГДР, ФРГ, Венгрии. С 1964 года вёл вокальный курс в Белорусской консерватории.
Репертуар Леонида Бражника, кроме мировой классики, включал партии белорусских композиторов.

## Партии
- «Девушка из Полесья» Тикоцкого — Данила
- «Михась Подгорный» Тикоцкого — Анищук
- «Надежда Дурова» Богатырёва — Дуров (первый исполнитель)
- «Маринка» Пукста — Якуб
- «Ясный рассвет» Туренкова — Гадлевский
- «Русалка» Даргомыжского — Мельник
- «Евгений Онегин» Чайковского — Гремин
- «Чародейка» Чайковского — Мамыров
- «Князь Игорь» Бородина — Галицкий
- «Борис Годунов» Мусоргского — Пимен, Варлаам
- «Демон» Рубинштейна — Гудал
- «Фауст» Гуно — Мефистофель
- «Зачарованный замок» Монюшко — Збигнев
- «Трубадур» Верди — Феррандо
- «Севильский цирюльник» Россини — Дон Базилио

## Награды
- 25 февраля 1955 — Орден «Знак Почёта»
- 1959 — Народный артист Белорусской ССР
- Орден Отечественной войны II степени